# Topi o uomini
Topi o uomini è il secondo disco del gruppo di Progressive italiano Flea on the Honey.

## Lato A
1. Topi o uomini - 20:22

## Lato B
1. Amazzone a piedi - 4:10
2. Sono un pesce - 6:31
3. L'angelo timido - 5:51

## Formazione
- Antonio Marangolo - tastiera, pianoforte, armonica
- Carlo Pennisi - chitarra, mandolino, voce
- Elio Volpini - basso, sassofono soprano, voce
- Agostino Marangolo - batteria, vibrafono, percussioni